# 第1軍団 (韓国陸軍)
第1軍団（だい1ぐんだん、第一軍團、제1군단）は、韓国陸軍における軍団の一つで第3軍の隷下にある。

## 歴史
朝鮮戦争開戦3日目、朝鮮人民軍の攻撃により漢江以南へ撤退した陸軍本部は、1950年6月28日、首都における漢江防衛線構築のために始興郡東面禿山里（現ソウル特別市衿川区禿山洞）に始興地区戦闘司令部を設置。混成第2師団と混成第7師団、混成首都師団を金弘壹少将の指揮下に置き、7月4日までに朝鮮人民軍の侵攻を遅らせる事に成功した。翌7月5日、平沢市に移設された始興地区戦闘司令部は、第一次再編計画に基づき第1軍団となった。また隷下部隊も首都師団、第1師団、第2師団へと変更された。7月下旬、第1軍団は安東市に移動し、第二次再編計画によって隷下部隊は首都師団、第8師団に変更された。釜山橋頭堡の戦いでは、杞渓で朝鮮人民軍第12師団と交戦した。
1951年10月1日、第1軍団は東海岸に沿って進撃を開始、10日に元山市に駐留していた朝鮮人民軍第12師団隷下の2個警備旅団と激突。第7艦隊および元山上陸に向かっていた第10軍団の協力もあり警備旅団を撃退、10月17日には咸興市と興南区域を占領した。しかし中国人民志願軍の猛攻を受け12月24日、興南から撤退した。
興南から撤収した第1軍団は墨湖に上陸し、東海岸沿いの防御を担当した。1950年12月31日、中朝軍の正月攻勢（第3次攻勢）が開始され、第1軍団は朝鮮人民軍第2軍団に押され三陟市付近に後退した。2月のラウンドアップ作戦、3月のリッパー作戦によって北上し、襄陽郡に達した。
1950年5月、中朝軍の五月攻勢が開始され、17日には左翼の第3軍団が崩壊したため、第1軍団は陣地戦を下げることになった。ジェームズ・ヴァン・フリート中将は、第3師団と第1軍団に太白山脈沿いに進出した中朝軍を東西から挟撃するように命じた。第1軍団は首都師団第1連隊に大関嶺を占拠させて肩部を確保し、反撃に移った。5月末までに大浦里に進出した。
1951年8月、884高地をめぐって朝鮮人民軍第3軍団と交戦。第1軍団が保有していた105ミリ榴弾砲では人民軍の重掩蓋を撲滅できなかったため、アメリカ軍第10軍団の155ミリ榴弾砲中隊の支援を受けて高地を確保した。1951年10月、月飛山（459高地）をめぐって激しい攻防戦が繰り広げられ、最終的にこれを確保した。1952年7月、351高地争奪戦が展開された。
休戦後の1953年12月15日、第1軍に配属された。1973年7月1日に5軍団、6軍団とともに第3軍隷下となった。
愛称の「広開土部隊」（광개토부대）は2000年6月1日、対北最前線の防衛に高句麗の精神を継承し、祖国統一の主役としての役割を担う事を込めて名付けられたものである。

## 編成
- 第1歩兵師団（前進部隊）
  - 本部大隊
  - 第11歩兵連隊
  - 第12歩兵連隊
  - 第15歩兵連隊
  - 砲兵連隊
- 第9歩兵師団（白馬部隊）
  - 本部大隊
  - 第28歩兵連隊
  - 第29歩兵連隊
  - 第30歩兵連隊
  - 砲兵連隊
  - 戦車大隊
- 第25歩兵師団（飛竜部隊）
  - 本部大隊
  - 第70歩兵連隊
  - 第71歩兵連隊
  - 第72歩兵連隊
  - 砲兵連隊
  - 戦車大隊
- 第30機械化歩兵師団（必勝部隊）
  - 第90機械化歩兵旅団
  - 第91機械化歩兵旅団
  - 第92機械化歩兵旅団
  - 砲兵旅団
  - 装甲捜索大隊
- 第72動員歩兵師団（オリンピック部隊）
  - 第200歩兵連隊
  - 第201歩兵連隊
  - 第202歩兵連隊
  - 砲兵連隊
- 第1工兵旅団
- 第1砲兵旅団
- 第2装甲旅団（忠誠部隊）
- 第11防空団
- 第101通信団
- 第301警備連隊
- 第701特攻連隊
- 第141情報大隊

## 歴代軍団長
| 代   | 氏名                  | 在任期間                        | 出身校・期                            | 前職                         | 後職                                            | 備考                       |
| ---- | --------------------- | ------------------------------- | ------------------------------------- | ---------------------------- | ----------------------------------------------- | -------------------------- |
| 1    | 金弘壹                | 1950年7月5日 - 1950年9月1日     | 貴州陸軍講武学校2期 中国陸大特別班6期 | 参謀学校校長                 | 陸軍綜合学校校長                                | 少将                       |
| 2    | 金白一                | 1950年9月1日 - 1951年3月28日    | 奉天軍官学校5期 軍事英語学校1期       | 副軍団長                     | なし                                            | 少将、航空機事故により殉職 |
| 3    | 白善燁                | 1951年4月6日 - 1951年11月       | 奉天軍官学校9期 軍事英語学校1期       | 第1師団長                    | 第2軍団長                                       | 少将                       |
| 4    | 李亨根                | 1952年1月 - 1954年2月           | 士候56期 軍事英語学校1期              | 陸軍本部教育総長             | 合同参謀会議議長                                |                            |
| 5    | 金鐘五                | 1954年2月 - 1954年6月？         | 軍事英語学校1期                       | 陸士校長                     | 第5軍団長                                       |                            |
| 6    | 崔徳新                | 1954年6月？ - 1956年4月         | 中央軍校10期 警備士官学校特別組3期    | 第11機動師団                 | 予備役編入                                      |                            |
| 7    | 白仁燁                | 1956年4月 - 1956年10月          | 幹候 軍英1期                          | 陸軍本部企画参謀部部長       | 第6軍団長                                       |                            |
| 8    | 張昌国                | 1956年10月 - 1957年7月          | 士候59期                              | 陸士校長                     | 第2軍団長                                       |                            |
| 9    | 楊国鎮                | 1957年7月 - 1959年7月           | 奉天6期                               | 第1訓練所長                  | 第3軍団長                                       |                            |
| 10   | 金容培                | 1959年7月 - 1960年4月           | 軍英1期 米陸軍指揮幕僚大学            | 企画参謀副長                 | 第5軍団長                                       | 少将                       |
| 11   | 崔錫                  | 1960年4月 - 1960年7月           | 軍英1期                               | 第1軍副司令官                | 第3軍団長                                       |                            |
| 12   | 朴林恒                | 1960年7月 - 1960年10月          | 同徳台2期予科 士候56期                | 国防部次官補                 | 第5軍団長                                       | 少将                       |
| 13   | 林富澤                | 1960年10月 - 1962年3月          | 警備士官学校第1期                     | 忠清道戒厳司令官             | 予備役編入                                      | 少将                       |
| 14   | 金益烈                | 1962                            | 陸軍予備士官学校 軍英1期              | 全羅北道地区戒厳事務所長     | 第2軍団長                                       | 少将                       |
| 15   | 文亨泰                | 1962                            | 日本志願兵2期 警士2期                 | 陸軍本部作戦参謀部長         | 第2軍団長                                       |                            |
| 16   | 李相喆                | 1962 - 1963                     | 軍英1期                               | 第3軍管区司令官              | 第2軍団長                                       | 少将                       |
| 17   | 金相福                | 1963 - 1965年2月26日            | 軍英1期                               | 第2訓練所所長                | 第2軍団長                                       |                            |
| 18   | 沈興善                | 1965年2月26日 - 1966            | 陸士2期                               | 参謀本部管理参謀部長         | 第3軍団長                                       | 少将                       |
| 19   | 全富一                | 1966 - 1967                     | 警士2期                               | 第5軍管区司令官              | 第2訓練所長                                     |                            |
| 20   | 金在命                | 1967.9 - 1969.11                | 陸士2期                               | 第3軍管区司令官              | 合同参謀本部長                                  |                            |
| 21   | 崔宇根                | 1969.11 - 1972.6                | 陸士3期                               | 首都防衛司令官               | 陸士校長                                        |                            |
| 22   | 朴熙東                | 1972年6月 - 1974                | 陸士3期                               | 第20師団長                   | 緊急普通軍法会議第1審判部裁判長 第2野戦軍司令官 |                            |
| 23   | 楊鳳稙                | 1974 - 1975                     | 陸士6期                               | ？                           | 陸軍士官学校校長                                |                            |
| 24   | 李熺性                | 1975 - 1977                     | 陸士8期                               | 国防総省企画局長             | 国防特命検閲団長                                |                            |
| 25   | 黄永時                | 1977 - 1979                     | 陸士10期                              | 陸軍三士官学校校長           | 陸軍参謀次長                                    | ハナフェの後援者           |
| 26   | 金潤鎬                | 1979 - 1981                     | 陸士10期                              | 陸軍歩兵学校校長             | 第1野戦軍司令官                                 |                            |
| 27   | 李基百                | 1981 - 1982                     | 陸士11期                              | 国保委運営委員長             | 陸軍参謀本部次長                                |                            |
| 28   | 白雲沢                | 1982年6月5日 - 1982年11月3日    | 陸士11期 陸大                         | 陸軍情報司令官               |                                                 | 急逝、ハナフェ             |
| 代理 | 李光魯                | 1982年11月3日 - 1983            | 陸士10期                              | 首都軍団長                   | 予備役編入                                      | ハナフェ                   |
| 29   | 朴熙道                | 1983                            | 陸士12期 陸大                         | 特戦司令官                   | 第3野戦軍司令官                                 | ハナフェ                   |
| 30   | 崔世昌                | - 1983年12月                    | 陸士13期 陸大                         | 首都警備司令官               | 陸軍参謀次長                                    | ハナフェ                   |
| 31   | 柳承国                | 1983年12月 - ?                  | 陸士13期                              | 第17師団長                   | 合同参謀本部長                                  |                            |
| 32   | 文英一                | ? - 1987                        | 陸士14期                              | 陸軍本部作戦参謀部長         | 緊急企画委員会副委員長                          |                            |
| 33   | 李弼燮                | 1987 - 1989年4月                | 陸士16期                              | 第9師団長                    | 陸士校長                                        | ハナフェ                   |
| 34   | 李炳台                | 1989年4月 - 1990年12月          | 陸士17期                              | 陸本政策企画室長             | 合参作戦本部長                                  |                            |
| 35   | 金相駿                | 1990年12月 - 1992年12月         | 陸士19期                              | 首防本部30団長               | 合同参謀作戦企画本部長                          | ハナフェ                   |
| 36   | 趙成台                | 1992年12月 - 1993年10月         | 陸士20期                              | 国防部政策企画官             | 国防部政策室長                                  |                            |
| 37   | 金拓                  | 1993年10月 - 1995年10月         | 陸士21期                              | 第3軍参謀長                  | 第3野戦軍副司令官                               |                            |
| 38   | 朴寧益                | 1995年10月 - 1998年04月         | 陸士23期                              | 第1軍団通常軍事裁判所長      | 陸軍参謀次長代理                                |                            |
| 39   | 姜信六                | 1998年04月 -                    | 陸士24期                              |                              | 陸軍参謀次長                                    |                            |
| 40   | 鄭重民                | - 2000年10月25日                | 陸士25期                              | 第8師団長                    | 軍需司令官                                      |                            |
| 41   | 呉鉉九                | 2000年10月25日 - 2002年10月18日 | 陸士26期                              | 陸軍本部企画管理参謀部長     | 航空作戦司令官                                  |                            |
| 42   | 金善洪                | 2002年10月18日 - 2004年10月15日 | 陸士28期                              | ?                            | 陸士校長                                        |                            |
| 43   | 任忠彬                | 2004年10月 - 2006年12月5日      | 陸士29期                              | 陸軍教育司令部教育訓練省部長 | 陸士校長                                        |                            |
| 44   | 章光一                | 2006年12月5日 - 2008年4月3日    | 陸士31期                              | 第26師団長                   | 合同参謀本部作戦本部長                          |                            |
| 45   | 黄重善                | 2008年4月3日 - 2009年11月9日    | 陸士32期                              | ザイトゥーン部隊長           | 合同参謀本部作戦本部長                          |                            |
| 46   | 権五晟                | 2009年11月9日 - 2010年12月      | 陸士34期                              | 合同参謀本部作戦本部長       | 国防部政策企画官                                |                            |
| 47   | 崔鍾一                | 2010年12月 - 2012年5月3日       | 陸士34期                              |                              | 国防情報本部長                                  |                            |
| 48   | 牟鍾和                | 2012年5月3日 - 2013年10月31日   | 陸士36期                              | 第31師団長                   | 陸軍人事司令官                                  |                            |
| 49   | 厳基鶴                | 2013年5月31日 - 2015年4月13日   | 陸士37期                              | 作戦企画部長                 |                                                 |                            |
| 50   | 金勇佑                | 2015年4月13日 - 2016年10月17日  | 陸士39期                              | 第9師団長                    | 合同参謀本部戦略企画本部長                      |                            |
| 51   | 徐旭 서욱             | 2016.10.17 - 2017.9             | 陸士42期                              | 合同参謀本部作戦部長         | 合同参謀本部作戦本部長                          |                            |
| 52   | アン・ヨンホ 안영호   | 2017.9 - 2019.5                 | 陸士42期                              | 第25師団長                   | 合同参謀本部作戦本部長                          |                            |
| 53   | 黄大一 황대일         | 2019.5 - 2020.12                | 陸士43期                              | 三士官学校長                 | 陸軍軍需司令官                                  |                            |
| 54   | 安炳錫 안병석         | 2020.12 - 2021.12               | 陸士45期                              | 陸軍本部情報作戦参謀部長     | 陸軍参謀次長                                    |                            |
| 55   | イ・ドゥヒ 이두희     | 2021.12 - 2022.12               | 陸士43期                              | 国防部国防政策室政策企画官   | 地上作戦司令部副司令官                          |                            |
| 56   | 姜鎬弼 강호필         | 2022.12 - 2023.11.8             | 陸士47期                              | 合同参謀本部作戦本部作戦部長 | 合同参謀本部作戦本部長                          |                            |
| 57   | チュ・ソンウン 주성운 | 2023.11.8 - 現                  | 陸士48期                              | 陸軍本部政策室長             |                                                 |                            |

## 歴代副軍団長
- 劉載興：1950年7月3日 - 7月12日
- 金白一：1950年7月 - 9月1日
- 金鍾甲：1950年9月16日 - 10月
- 李俊植：1950年10月 - 1951年4月
- 張昌国：1951年4月27日 - 51月7日
- 姜文奉：1952年7月 - 8月
- 崔泓熙：1953年1月1日 -
- 李成佳：1956年2月 - 9月
- 朴始昌：1956年
- ハン・テイル（한태일）：1978年[37] - ？
- 琴鏞柏（금용백）：2016年 -

## 歴代参謀長
- 林善河：1950年8月7日 - 9月16日
- 金鍾甲：1950年9月16日 - 12月
- 呉徳俊：1951年1月2日 - 1月13日
- 金鐘五：1951年1月13日 - 1月26日
- 崔泓熙：1951年3月17日 - 1952年6月20日
- 金炳徽：1952年 - 1953年
- 李世鎬：1956年
- 李泰雨（이태우）：1981[38] - ？
- 趙南豊（朝鮮語版）（조남풍）：1983年6月 - 1984年6月
- パク・サムドク（박삼득）：2008年？